# Nic Pizzolatto
Nic Pizzolatto, właśc. Nicholas Austin Pizzolatto (ur. 18 października 1975 w Nowym Orleanie) – amerykański pisarz, scenarzysta i producent filmowy.

## Życiorys
Urodził się 18 października 1975 w Nowym Orleanie, w stanie Luizjana.
Jego opowiadania były nominowane do National Magazine Awards, a debiutancki zbiór opowiadań Between Here and the Yellow Sea został wyróżniony jako debiut literacki. W 2010 opublikował powieść Galveston, która otrzymała nominację do Discover Award oraz do Nagrody im. Edgara Allana Poe w kategorii najlepszy debiut. Powieść otrzymał Spur Award oraz nagrodę Akademii Francuskiej dla najlepszego zagranicznego debiutu. W roku akademickim 2011-2012 był wykładowcą na DePauw University w Greencastle w Indianie.
Był pomysłodawcą, scenarzystą oraz producentem serialu HBO Detektyw z 2014. W 2016 na ekrany kin wszedł western Siedmiu wspaniałych z 2016 w reżyserii Antoine’a Fuqua, według scenariusza Pizzolatto. Film jest remakiem klasycznego westernu z 1960 w reżyserii Johna Sturgesa, który z kolei jest dostosowaną do realiów Dzikiego Zachodu przeróbką Siedmiu samurajów Akiry Kurosawy.

## Życie prywatne
Mieszka w Kalifornii. Żonaty z Amy, mają jedną córkę.

## Publikacje
- 2006 Between Here and the Yellow Sea (zbiór opowiadań)[3]
- 2010 Galveston (powieść)[4], wyd. polskie Galveston 2014, Wydawnictwo Marginesy, tłum. Marcin Wróbel}[5]
- 2015 Between Here and the Yellow Sea (zbiór opowiadań, wyd. polskie W drodze nad Morze Żółte, 2016, Wydawnictwo Marginesy, tłum. Marcin Wróbel)[6]

## Filmografia
Stworzył scenariusze do:
- 2016 – Siedmiu wspaniałych (The Magnificent Seven)
- 2014–2015: Detektyw (True Detective) – wszystkie odcinki (odc. 12 i 14 wspólnie ze Scottem Lasserem)
- 2011: Dochodzenie (The Killing) – odc. 6 i odc. 13